# Dicoccum asperum
Dicoccum asperum är en svampart som först beskrevs av August Karl Joseph Corda, och fick sitt nu gällande namn av Pier Andrea Saccardo 1886. Dicoccum asperum ingår i släktet Dicoccum, divisionen sporsäcksvampar och riket svampar.   Inga underarter finns listade i Catalogue of Life.